# Sątopy (Ermland-Mazurië)
Sątopy (Duits: Santoppen) is een dorp in de Poolse woiwodschap Ermland-Mazurië. De plaats maakt deel uit van de gemeente Bisztynek.